# Fibra hasta la casa

Opciones de servicios con fibra óptica.

La tecnología de telecomunicaciones FTTH (acrónimo  del inglés Fiber To The Home), también conocida como fibra hasta la casa o fibra hasta el hogar, comprendida dentro de las tecnologías FTTx, se basa en el uso de líneas de fibra óptica y sus  sistemas de distribución para el suministro, de servicios avanzados de telecomunicaciones, como el denominado Triple Play: telefonía, Internet de banda ancha, televisión y streaming, a los hogares y negocios de los abonados. 
Muchos operadores reducen la promoción de servicios ADSL en beneficio de la fibra óptica con el objetivo de proponer servicios muy veloces de banda ancha para el usuario.

## Arquitectura
La tecnología FTTH propone utilizar la fibra óptica hasta la vivienda del usuario o cliente de fibra llamado también "usuario final". La red de acceso entre el abonado y el último modo de distribución puede realizarse con una o dos fibras ópticas dedicadas a cada usuario (una conexión punto-punto que resulta en una topología en estrella) o una red óptica pasiva (del inglés Passive Optical Network, PON) que usa una estructura arborescente con una fibra en el lado de la red y varias fibras en el lado usuario.
- Las arquitecturas basadas en divisores ópticos pasivos se definen como sistemas sin elementos electrónicos activos en el bucle y cuyo elemento principal es el dispositivo divisor de haz (splitter). Dependiendo de la dirección del haz de luz, divide el haz entrante y lo distribuye hacia múltiples fibras o lo combina dentro de una misma fibra. La filosofía de esta arquitectura se basa en compartir los costes del segmento óptico entre los diferentes terminales, de forma que se pueda reducir el número de fibras ópticas. Así, por ejemplo, mediante un splitter óptico, una señal de vídeo se puede transmitir desde una fuente a múltiples usuarios.

- La topología en estrella provee de 1 o 2 fibras dedicadas a un mismo usuario. Proporciona el mayor ancho de banda, pero requiere cables con mayor número de fibras ópticas en la central de comunicaciones y un mayor número de emisores láser en los equipos de telecomunicaciones

## Respecto a la arquitectura distribuida
Se recomienda la arquitectura distribuida en las redes. Es decir, los elementos pasivos se distribuirán lo más cerca del cliente final, minimizando los gastos de fibra óptica. Sin embargo, su principal objetivo no es minimizar los gastos de fibra, sino diseñar una red fácilmente escalable en el futuro, aprovechando los recursos del diseño inicial. Con la menor inversión posible, permitirá aumentar las zonas de cobertura en caso de crecimiento urbano de la localidad.
Se recomienda distinguir tres ramales, con las siguientes características en la distribución de la fibra óptica:
- Feeder o troncal. Es la ruta por cada par de fibra óptica desde el Central Switch Point, hasta el primer elemento pasivo o splitter. Es indispensable y obligatorio que la ruta de feeder permita múltiples fibras ópticas, para permitir que varios operadores puedan usar la red GPON.

- Distribución. Es la ruta entre el feeder y el último punto de distribución, a partir del cual parten las fibras ópticas individuales hacia cada ONT o cliente. Mientras las fibras de distribución se acerquen más a la zona que se pretende cubrir, se reducen las cantidades de fibra óptica con la que se llega al abonado final. Si es posible, se recomienda instalar un ODF (Optical Distribution Frame) o cajas de distribución cuyas dimensiones se adapten a la infraestructura civil. Por ejemplo: ODF en forma de cajetín de pared o de suelo para accesos a edificios con alta densidad de clientes, o cajas de distribución pequeñas que puedan ubicarse sobre los postes, en manzanas con baja densidad de clientes finales.

- Acceso al Abonado. Corresponde a la ruta desde la ubicación del ONT del cliente hasta el empalme con el poste más cercano, o punto de conexión. En zonas con poca densidad de vivienda, el tramo final del abonado puede hacerse por cableado aéreo desde la casa del cliente hasta el poste más cercano que se conecta con la red de distribución GPON. En zonas con mayor densidad de vivienda como edificios, se recomienda instalar un cajetín u ODF, al pie del cual partirán las fibras de acceso al abonado.

## Fibra Desde El Hogar
FFTH (del inglés Fiber From The Home traducido cómo Fibra Desde El Hogar) es un reciente concepto de tecnología de telecomunicaciones que parte de teoría implementación de FTTH (del inglés Fiber To The Home), también conocida como fibra hasta el hogar, únicamente que en este caso son los propios individuos los que poseen la fibra óptica. Se podría definir cómo un planteamiento inverso a FTTH donde es el propio usuario final el propietario del cableado de fibra óptica que sale de su residencia y es este el que decide donde y cómo conectarse y no cómo usualmente sucedería en un escenario FTTH donde es el ISP el que posee la fibra óptica y la lleva hasta el usuario.

## Disponibilidad

### América del Norte
- En Estados Unidos destacan la compañía de telecomunicaciones Verizon, con inversiones superiores a 60.000 millones de dólares hasta 2010, buscando llegar a 14 millones de hogares con FTTH;[cita requerida] SBC, con una inversión de 6.000 millones de dólares en los próximos 5 años, para llegar a 18 millones de hogares con FTTH;[cita requerida] y BellSouth, con una inversión de 3.500 millones de dólares en los próximos 5 años para llegar a 8 millones de hogares conectados [cita requerida]. El presidente Barack Obama empezó el programa ConnectHome,[1] Su objetivo es llevar Internet de alta velocidad a 275.000 hogares de pocos recursos, e incluso a una nación tribal, la nación Choctaw. El programa cuenta con la participación de varias tiendas por departamento, incluyendo Best Buy.[2] El proyecto tiene como meta principal aumentar el acceso a la información para muchos niños que solo puede conectarse a la red en sus colegios, creando así una brecha académica con respecto a aquellos niños que tienen conexión en sus hogares.

- En México, a partir de la década de 2010 se inició la oferta de servicios basados en fibra óptica. Las empresas que ofrecen dicho servicio son:
  - Axtel,[3] que ofrece conexiones simétricas o asimétricas de hasta 200 Mbps en algunas zonas de la Ciudad de México, Guadalajara, Monterrey, Querétaro y San Luis Potosí. En 2013 Axtel lanzó su servicio de TV utilizando una conexión de fibra óptica, llamado Axtel TV.
  - América Móvil, a través de su marca TELMEX (Teléfonos de México). Está realizando la renovación tecnológica de su infraestructura mediante la instalación de fibra FTTH al hogar usando la tecnología GPON carrier ethernet entre sus clientes Infinitum. El 2012, Telmex está instalado servicios de Internet por fibra óptica, reemplazando el servicio de ADSL por zonas. La cobertura es todavía incierta .
  - La empresa de Grupo Salinas, Total Play, antes Enlace TPE, ofrece anchos de banda de hasta 500 Mbps de bajada y hasta 10 Gbit/s (10.000 Mbit/s) en enlaces dedicados y servicios avanzados de datos para corporativos y gobierno, principalmente en la Ciudad de México, Guadalajara, Monterrey y en más de 20 ciudades del país. Entregando servicios Triple play a clientes finales. Esta empresa fue la primera en ofrecer programas de Televisión en 3D (tres dimensiones).[4]

### América Central
- En Costa Rica la empresa Telecable ha liderado el despliegue y la expansión de fibra óptica hasta el hogar tanto en el Gran Área Metropolitana como las provincias del país. La empresa estatal ICE ha iniciado su ofrecimiento de servicios.

- En Nicaragua, Xinwei Telecom (bajo su marca Cootel) empezó a brindar servicios de telefonía celular e Internet residencial mediante una instalación de 150 kilómetros de fibra óptica y con 500 estaciones base, ofreciendo velocidades desde 2 hasta 20Mbps simétricos; por el momento (abril de 2016) únicamente con cobertura en Managua, Ciudad Sandino, Tipitapa y Masaya. Se prevé que en 2017 se ofrezca cobertura en el centro del país y las regiones autónomas del Caribe.[5][6]

- En Panamá, siendo el país con mayor capacidad de banda ancha de la región ya que más de 6 cables de fibra óptica submarino llegan a sus costas, el modelo FTTH es ofrecido por +Móvil Cable & Wireless Panamá. Otros operadores como Cable Onda ofrecen un servicio híbrido en donde su red principal está basada en fibra pero con bases de conexión coaxial hasta el hogar del usuario final.

### Las Antillas
- En República Dominicana, la empresa Claro anunció los trabajos de instalación de fibra óptica hacia el hogar, comenzando con los sectores Naco y Serrallés, posteriormente en Piantini a partir del 1 de abril de 2012 con un acelerado plan de expansión que permitirá ofrecerlo en los principales sectores de Santo Domingo, Santiago y en la Romana en poco tiempo.[7][8]

### América del Sur
- En Argentina, desde mediados de 2009 la empresa IPLAN ofrece FTTH a clientes particulares, actualmente ofrece hasta 500 Mbps asimétrico en zona específicas de la Ciudad autónoma de Buenos Aires.[9] La empresa Claro está ofreciendo por FTTH servicios de Internet, telefonía y televisión en el Gran Buenos Aires, Salta, Tucumán y Córdoba, con un ancho de banda que llega hasta de 600 Mbps asimétrico. Movistar esta ofreciendo Movistar Fibra con velocidades de hasta 520 Mbps simétricos y Cooperativas telefónicas tales como la Cooperativa Mariano Acosta ya están ofreciendo y concretando la migración de ADSL a FTTH con velocidades de hasta 50MB. En la Ciudad de Rosario IPLAN ofrece FTTH en algunas zonas de la Ciudad. Arnet ofrece a clientes residenciales FTTH en algunas zonas específicas de la Ciudad de Rosario ...[10] También Arnet ofrece FTTH 100 Mbps en algunas zonas de la Ciudad de Buenos Aires.[11] En la Ciudad autónoma de Buenos Aires desde 2011 la empresa Phonevision brinda FFTH a clientes residenciales.[12]

- En Brasil, Telefónica Brasil brinda su servicio FTTH principalmente en São Paulo y alrededores, con planes de llegar al millón de clientes de fibra antes de 2015.[13] En Río de Janeiro y São Paulo, TIM ofrece desde 2011 planes de alta velocidad usando FFTH en conjunto a VDSL.[14] Oi (anteriormente Brasil Telecom) brinda su servicio hasta 200 Mbit/s en las ciudades de Belo Horizonte y Río de Janeiro.[15] GVT brinda su servicio de 100 Mbit/s en 56 localidades dentro de los estados de Río Grande del Sur, Paraná, Goiás, Santa Catarina, Minas Gerais, Espírito Santo, Bahía y el Distrito Federal.[16]

- En Chile, la empresa GTD Manquehue fue la primera en ofrece el servicio FTTH en 2004,[17] Le sucedió Movistar en 2010, [18][19] Telefónica del Sur en 2013.[20] Además de Mundo Pacífico en 2015 y Entel en 2016. [21]En un principio dicha tecnología tenía limitada cobertura geográfica, con la inserción de la red On*Net Fibra en 2020, su cobertura se expandió a nivel nacional, siendo en 2024, la principal forma de conexión, con el 71,3% de las conexiones fijas del país.

- En Colombia, las operadoras estatales Tigo UNE y ETB han implementado la opción de FTTH a sus clientes para entregarles velocidades hasta de 50  Mbps para el caso de UNE y hasta 300 Mbps para ETB.[22] Los actuales técnicos instaladores ya se encuentran en la fase de capacitación sobre el manejo de la fibra óptica. Ya se encuentra comercializando en la ciudad de Bogotá en algunos sectores (norte de la ciudad) desde mitad de enero de 2014 y desde finales de marzo de 2014 comercializa IPTV.[23]

- En Ecuador, La empresa Netlife ofrece el servicio de internet más rápido del Ecuador, usa tecnología FTTH desde el año de 2010, los planes van desde 10 Mbit/s a 200 Mbit/s en capacidad Internacional, con cobertura en la mayoría de las ciudades del país. Es velocidad simétrica.

- En Paraguay, la Compañía Nacional de Telecomunicaciones COPACO desde el año 2010 ofrece servicios de FTTH. Hasta el momento el servicio cubre solamente la capital del país.[cita requerida] . En 2018 Personal lanzó su internet FTTH .

- En Perú, Telmex (ahora fusionada con Claro) inició los trabajos de instalación de fibra óptica a mediados de 2009 en los principales distritos de la capital de ese país. Misticom desplegó la primera red FTTH única dedicada en 2013. Partiendo de la ciudad de Arequipa, la compañía también se está expandiendo en Lima y provincias. Misticom opera una red de 10 Gigabit GPON con velocidades de usuarios finales que van desde 6 Mbit/s a 100 Mbit/s. La compañía ofrece tanto servicios empresariales y residenciales. Misticom es también el primer proveedor de IPTV en el país.[cita requerida]

- En Uruguay, en 2011 la empresa estatal Antel inició el tendido de fibra óptica en Montevideo y a mediados de 2012 en más de 20 localidades del interior, el plan inicial es que todo el país tenga fibra en el hogar para el año 2014. El 19 de octubre de 2011 el primer hogar fue conectado al servicio de fibra óptica de Antel. A fines del 2014 llega al 40% del total de los hogares conectados a internet. En total en Uruguay, hay más del 72% conectados a Internet y más del 90% de los hogares con fibra pasada los cuales pasarán a fibra de manera gratuita.[24] Hasta fines del 2014, ha ofrecido conexiones de 28 dólares por 20 Mbps hasta 120 Mbps por 65 dólares.[25] El cambio a la fibra óptica generalizado al que apostó Antel, generaró un fuerte impacto en las velocidades de conexión, en la actualidad Uruguay es el país con mayor velocidad de bajada y subida en América Latina muy por cerca de EE. UU. y Canadá. A finales del 2014, Antel anunció el tendido de un cable submarino en asociación con Google, Angola Cables y Algar Telecom de Brasil que unirá a Uruguay, pasando por Santos y Fortaleza, directo con EE. UU.[26] aumentando considerablemente la velocidad, obteniendo más independencia de las conexiones internacionales y reduciendo los costos de conexión en 195 millones de dólares.

- En Bolivia, es muy limitada la cobertura de fibra óptica.

- En Venezuela, la empresa estatal de telecomunicaciones CANTV inició pruebas de implementación de FTTH en julio de 2013 en Caracas, logrando velocidades hasta 20 Mbit/s.[27] Finalmente, el 22 de agosto de 2019,  se aprobaron inversiones para el plan Fibra Óptica Llega al Hogar que permitirá llevar acceso a Internet de alta velocidad a oficinas y hogares, cubriendo inicialmente el Distrito Capital y los estados Miranda y Zulia y luego, en noviembre  llegaría a 80% del territorio nacional.[28][29] sin embargo debido a la situación del país CANTV no contaba con los recursos necesarios para la inversión necesaria y empezaron a emitir contratos a terceros; así como también aumentó la oferta de ancho de banda a estas empresas; una situación única y nunca antes vista en Venezuela debido a la hegemonía que CANTV tenía sobre las redes del país desde su nacionalización el 21 de mayo del 2007. [30] De estos nuevos contratos nacerían empresas como Airtek, Thundernet, Fibex, Vnet, +Planet y otras que ya se encontraban en el país como Intercable, TvZamora y Netuno aumentarían su ancho de banda e iniciarían la migración a FTTH; siendo Airtek y Thundernet quienes tendrían el mayor porcentaje de clientes en la región Zuliana y Centroccidental; Fibex en la región central y parte de los llanos; Vnet, Intercable y +Planet serían los primeros en ofrecer fibra las regiones de los Andes, los Llanos y Guayana; Netuno, Airtek, Intercable y Thundernet estarían presentes en la región Capital y Oriental; debido al surgimiento de las empresas mencionadas, CANTV habría perdido una cantidad importante de subscriptores; lamentablemente la empresa no ha dado cifras desde el 2022.

### Asia
- Corea del Sur es el país del mundo con mayor penetración de banda ancha, con un 58 % de implantación en hogares en 2011.[31] El lanzamiento de "lu-Korea vision" pretende posicionar a Corea en la vanguardia mundial cuyas primeras ofertas comerciales de FTTH se han producido ya en abril de 2005.
- En Japón, donde la tasa de penetración de la banda ancha alcanza ya al 40% de la población, había ya más de 3 millones de hogares conectados a FTTH a mediados de 2005.[cita requerida] y las previsiones apuntan a los 30 millones de clientes para 2010, donde compañías destacadas como NTT han anunciado 38 000 millones de euros de inversión con el objetivo de alcanzar esta meta.[cita requerida]

### Europa
- En Francia, Free habría anunciado su proyecto de FTTH y ha comprado a Cité Fibre, que ya ofrece fibra óptica hasta casa a una velocidad de 100 MB/s y ofreciendo servicios de Triple Play con un despliegue inicial por diferentes distritos de París a través de la compañía Nicominvest, mientras que France Telecom tiene intención de desplegar su propia red de fibra óptica con un potencial mercado para 2008. Aunque en Francia, en 2009, la mayor parte de clientes de redes de banda muy ancha son en FTTH, por Numericable. Los operadores esperan a la legislación sobre la mutualisacion de la fibra antes de hacer más FTTH. En el 2013, Free es un actor marginal en este mercado desarrollado por Orange, SFR Bouygues et Numericable.

- En Holanda, los habitantes de la ciudad de Nuenen han construido su propia infraestructura de FTTH de 1000 MB/s simétrica, tratándose de la primera alternativa de este tipo en Europa respecto a los modelos de operadores tradicionales de telecomunicaciones. KPN Telecom se prepara para extender su red de fibra óptica desde los países bajos y Alemania con un mercado potencial de más de 25 millones de clientes.[cita requerida]

- En Reino Unido, la compañía NTL está realizando las pruebas necesarias para poder ofrecer a sus clientes conexiones de 1000 MB/s a sus clientes mediante el despliegue de una red FTTH por el país.[cita requerida]

- En España, en 2005 el gobierno de Asturias desplegó la primera red de fibra hasta el hogar en la zona de los valles mineros del Principado de Asturias. Una inversión de capital público mediante la cual se pretende lograr una reconversión de las zonas mineras ya deprimidas desde hace años por la decadencia del sector. Se trata del primer proyecto de estas características en España, y se ha creado una empresa pública, el Gestor de Infraestructuras Públicas de Telecomunicación del Principado de Asturias S.A. (GIT), que se encarga de gestionar esta red de FTTH y posibles futuras infraestructuras públicas. Este proyecto se conoce como red asturcón.

El 14 de agosto de 2008 Cablex (Extremeña de Telecomunicaciones por Cable S.L.) tiene su primer cliente con red FTTH tras un despliegue realizado para 2400 viviendas en Badajoz (Extremadura). Hoy día Cablex ofrece conexiones de 200 MB/s de bajada y 100MB/s de subida a 20.000 viviendas.
Telefónica realizó las primeras pruebas de campo en Pozuelo de Alarcón y Campamento (Madrid), alcanzando velocidades de 500 MB/s. Desde el 26 de agosto de 2008, ofrece comercialmente cuatro paquetes Triple play sobre su red FTTH. El 13 de noviembre de 2008, la Comisión del Mercado de las Telecomunicaciones autorizó a Telefónica a comercializar este servicio, tras verificar su correcto funcionamiento. Hoy en día, Telefónica ofrece fibra a 700 MB/s en algunas zonas de casi todas las capitales españolas y en algunos otros puntos geográficos estratégicos, realizando acuerdos de despliegue con Jazztel y de uso con Yoigo. Mientras tanto, Vodafone y Orange decidieron unir sus esfuerzos por hacer su propio despliegue de internet fibra óptica que ofrece 1000 MB/s de descarga y 1000 MB/s de subida . En septiembre de 2013, la compañía FibraCat comienza a ofrecer conexiones de hasta 1000 MB/s de descarga con 1000 Mb/s de subida para clientes residenciales de Cataluña, comenzando sus operaciones en Manresa. La Villa de Ermua también se ha unido a las comunicaciones de Internet de alta capacidad a través de fibra óptica. Así pues, desde el 10 de diciembre de 2013 empieza a funcionar la red FTTH neutra que llega a todas las personas y empresas del municipio y alrededores Archivado el 1 de febrero de 2014 en Wayback Machine..
En Andalucía, en julio de 2014 el operador WI-NET empieza migrando sus redes propias y de franquiciados WiMAX de las provincias Sevilla y Huelva a la nueva tecnología basada en fibra hasta el hogar FTTH, ofreciendo conexiones de 100 MB/s como plan básico, así como servicios de Televisión Digital HD sobre fibra óptica. Jazztel ofrece una línea de 200 MB/s simétrica. Según el informe de febrero de 2014 de la CNMC, el parque total de acceso a Banda Ancha en España era de 12.350.000 conexiones, de las que unas 1.453.000 corresponderían a FTTH, con un crecimiento interanual del 151,7%
España esta realizando un despliegue en las poblaciones más pequeñas dando lugar el acceso a la Fibra Óptica para personas que no podía conectarse. Con el teletrabajo por culpa del Covid están realizando una aceleración para poder promocionar las pequeñas poblaciones de la famosa España Vacía que luchan por detener la desaparición.
- En Letonia, Lattelecom, tiene previsto instalar redes de FTTH en el 100 % del país, ofreciendo servicios de conexión a internet de 500 MB/s, 200 MB/s, y 100 MB/s. Que ya ofrece esos servicios en las grandes ciudades del país.
- En Andorra, STA (actualmente reconvertida en Andorra Telecom) realizó las primeras pruebas piloto a principios de 2008, que sirvieron como punto de partida para una cobertura a todos los hogares andorranos para el año 2014. Desde enero de 2009 está comercializando la FTTH con velocidades de hasta 100 MB/s con servicios de Triple play.
- En Rumanía Digi (RCS-RDS) ofrece conexión de 1000 MB/s descarga y subida.

## Instalación de redes FTTH
Para la instalación y/o mantenimiento de redes FTTH se utilizan instrumentos electrónicos de precisión denominados analizadores FTTH que miden diferentes parámetros de las señales utilizadas en la tecnología de telecomunicaciones FTTH. Entre los parámetros a medir se deben encontrar la potencia óptica, MER, BER, velocidad de símbolo, etc.
FTTH es un término que utilizan de forma confusa hasta los propios operadores de telefonía. A veces, emplean esas siglas cuando dejan la fibra óptica en la comunidad de vecinos. Esto es un error grave: para que una ICT (infraestructura común de telecomunicaciones) se considere que es FTTH, como mínimo la fibra debe pasar al PTR del usuario (punto de terminación de red). A partir de este punto, la instalación ya depende del usuario y éste puede decidir qué hace con la transmisión de datos. Es decir, si continúa con fibra óptica, o por cable coaxial. No hay que confundir el PTR con la roseta. Son diferentes aunque similares: el PTR separa la instalación de la vivienda de la comunidad de vecinos. Por eso llamamos FTTH a la fibra óptica. Si esto se produce en la arqueta de entrada, no debe considerar FTTH.